# Richard A. Colla
Richard A. Colla (18 aprile 1936 – Beverly Hills, 24 dicembre 2021) è stato un regista statunitense.

## Biografia
Noto principalmente per aver diretto numerose serie TV come CHiPs (1982), Miami Vice (1984), La signora in giallo (1984), Hunter (1985) e MacGyver (1985). Ha più volte diretto Victoria Principal.
Nel 1965 esordì come attore nel primo episodio della soap I giorni della nostra vita nel ruolo di Tony, che interpreta per tutta la prima stagione, ma che ben presto lascerà per dedicarsi alla carriera di regista.

## Filmografia parziale
- Il falso testimone (1970)
- ...e tutto in biglietti di piccolo taglio (1972)
- Olly, Olly, Oxen Free (1978)
- Battaglie nella galassia (Battlestar Galactica) (1978)